# Berenguer Ripoll
Berenguer Ripoll, Mallorca?, s. XV, cartògraf del qual es conserva una sola carta portolana, signada, juntament amb Jaume Bertran, a Barcelona el 1456, al Museu Marítim de Greenwich.
Segueix les convencions cartogràfiques i decoratives de la cartografia mallorquina. La seva carta és l'única carta medieval conservada realitzada a Barcelona.